# Hanna Nooni
Hanna Nooni (* 9. März 1984) ist eine ehemalige schwedische Tennisspielerin.

## Karriere
Nooni, die im Alter von sieben Jahren mit dem Tennissport begann, gewann bei ITF-Turnieren insgesamt fünf Einzel- und drei Doppeltitel. Sie stand in ihrer Karriere kein einziges Mal im Hauptfeld eines Grand-Slam-Turniers.
Von 2003 bis 2005 spielte sie für das schwedische Fed-Cup-Team. Von ihren insgesamt acht Einzeln konnte sie zwei für sich entscheiden, von ihren sechs Doppelpartien gewann sie ebenfalls zwei. Nach der Saison 2009 zog sie sich vom Profitennis zurück.
Hanna Nooni spielte in der deutschen Tennis-Bundesliga von 2004 bis 2007 für den TC Rüppurr Karlsruhe, danach bis 2009 für den TC Moers 08. Seit 2010 spielt sie in der Regionalliga für den TC Blau Weiß Villingen.

## Turniersiege

### Einzel
| Nr. | Datum             | Turnier    | Belag     | Kategorie   | Finalgegnerin      | Ergebnis      |
| --- | ----------------- | ---------- | --------- | ----------- | ------------------ | ------------- |
| 1   | 6. September 2004 | Madrid     | Hartplatz | ITF $25.000 | Emma Laine         | 6:4, 6:3      |
| 2   | 3. Juli 2005      | Båstad     | Sand      | ITF $25.000 | Erica Krauth       | 6:0, 6:2      |
| 3   | 17. Juli 2005     | Vittel     | Sand      | ITF $50.000 | Mathilde Johansson | 6:2, 6:2      |
| 4   | 28. August 2007   | Pörtschach | Sand      | ITF $10.000 | Janina Toljan      | 6:1, 4:6, 6:1 |
| 5   | 8. Juli 2008      | Garching   | Sand      | ITF $10.000 | Michaela Pochabová | 6:2, 7:5      |

### Doppel
| Nr. | Datum             | Turnier         | Belag     | Kategorie   | Partnerin      | Finalgegnerinnen                    | Ergebnis  |
| --- | ----------------- | --------------- | --------- | ----------- | -------------- | ----------------------------------- | --------- |
| 1   | 8. September 2006 | Madrid          | Hartplatz | ITF $25.000 | Emma Laine     | Kildine Chevalier Marta Fraga       | 6:3, 7:63 |
| 2   | 1. Mai 2007       | Charlottesville | Sand      | ITF $50.000 | Erica Krauth   | Raquel Kops-Jones Lilia Osterloh    | 7:64, 6:4 |
| 3   | 5. Juli 2007      | Båstad          | Sand      | ITF $25.000 | Teodora Mirčić | Mervana Jugić-Salkić Anna Koumantou | 7:5, 7:5  |